# Ravenstein
Ravenstein (população: 8.466) é uma cidade do sul da Holanda.
A municipalidade cobre uma área de 42,68 km² (com 0.96 km² de água). Em 2003 foi incorporada à cidade de Oss.